# Tramp

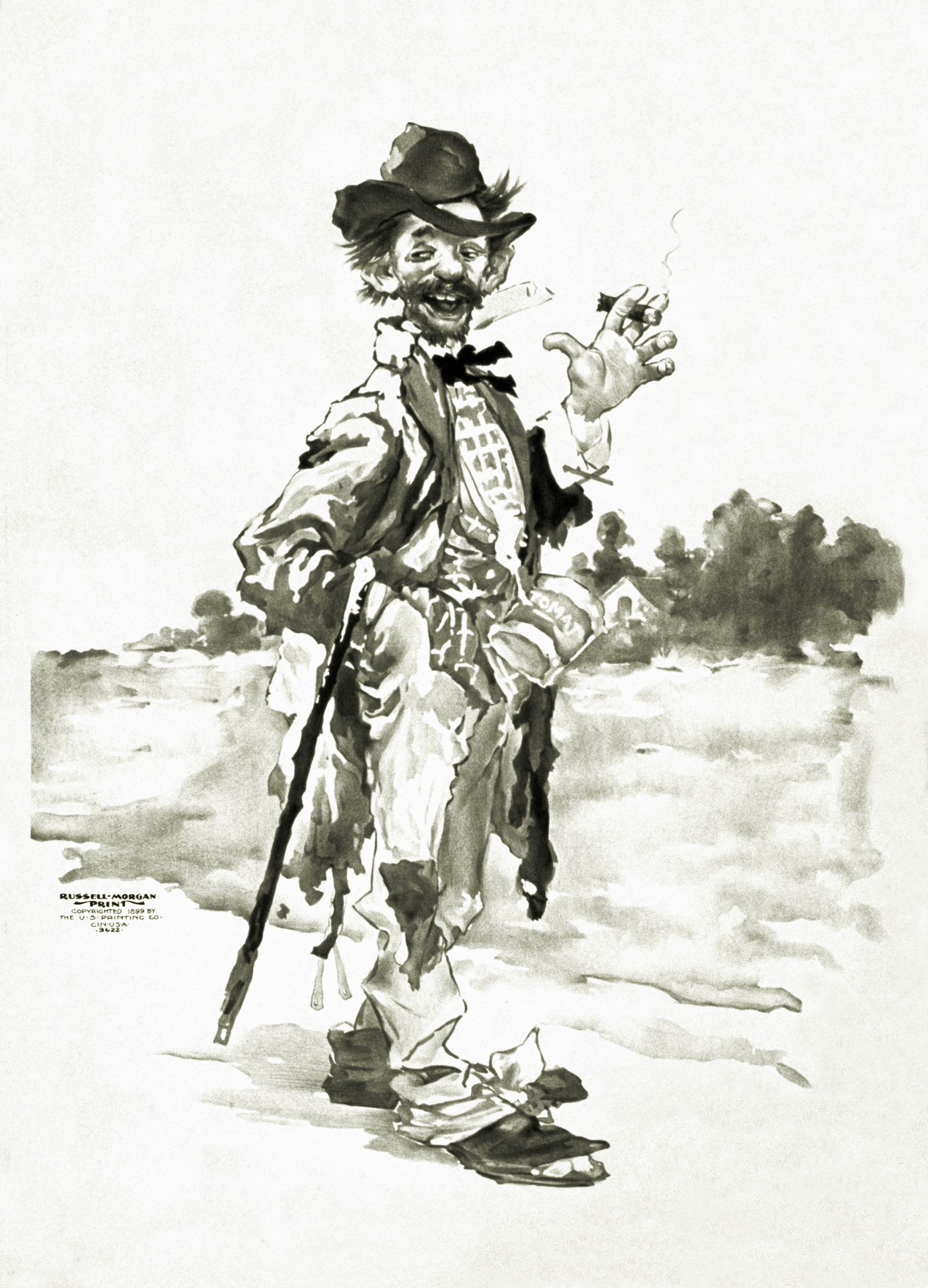
Một người lang thang lãng mạn hóa được miêu tả trong một poster năm 1899 ở Mỹ

Một tramp là một người vô gia cư dài hạn, đi từ nơi này sang nơi khác như một người lang thang, theo truyền thống đi bộ quanh năm. Từ tramp trở thành một cách phổ biến để chỉ những người như vậy ở Anh và Mỹ thế kỷ 19.

## Từ nguyên
Tramp có nguồn gốc từ một Middle English động từ có nghĩa là "bước đi với những bước chân nặng nề" (cf. tiếng Anh hiện đại tramp) và đi bộ đường dài.
Ở Anh, thuật ngữ này được sử dụng rộng rãi để chỉ những người lang thang trong thời kỳ đầu Victoria. Phóng viên xã hội Henry Mayhew đề cập đến nó trong các tác phẩm của ông vào những năm 1840 và 1850. Đến năm 1850, từ này được thiết lập tốt. Vào năm đó, Mayhew đã mô tả "các loại người lang thang hoặc người lang thang khác nhau" được tìm thấy ở Anh, cùng với "những ngôi nhà của những người lang thang khác nhau ở London hoặc đất nước". Ông phân biệt một số loại người đi lang thang, từ những người trẻ tuổi chạy trốn khỏi những gia đình bị ngược đãi, cho đến những người kiếm sống bằng nghề ăn xin lang thang và gái mại dâm.
Ở Hoa Kỳ, từ này được sử dụng thường xuyên trong Nội chiến Hoa Kỳ, để mô tả kinh nghiệm được chia sẻ rộng rãi khi thực hiện các cuộc tuần hành dài, thường là với các gói nặng. Sử dụng từ này như một danh từ được cho là đã bắt đầu ngay sau chiến tranh. Một vài cựu chiến binh đã phát triển ý thích cho "tiếng gọi của con đường". Những người khác có thể đã quá đau thương bởi kinh nghiệm thời chiến tranh để trở lại cuộc sống ổn định.